# La Concepción Xochicuautla
La Concepción Xochicuautla, vardagligt bara Xochicuautla, är ett samhälle i kommunen Lerma i delstaten Mexiko i Mexiko. Orten hade 2 621 invånare vid folkräkningen år 2020.